# Khalil Abi-Nader
Khalil Abi-Nader, auch Khalil Abinader, (* 6. Dezember 1921 in Mtein, Libanon; † 13. Juni 2009) war maronitischer Erzbischof der Erzeparchie Beirut.

## Leben
Khalil Abi-Nader stammte aus der bekannten libanesischen Familie Abi Nader und wurde im Gouvernement Libanonberg im Ort Mtein (Distrikt al-Mitn) geboren. Am 29. Juni 1947, im Alter von 25 Jahren, empfing er in der Erzeparchie Beirut die Priesterweihe. Er war Lehrer an der Schule La Sagesse in Beirut, später deren Direktor in Beirut und Jdeidé.
Am 4. April 1986 wurde er zum Erzbischof der Erzeparchie ernannt. Die feierliche Bischofsweihe erfolgte am 18. Mai 1986. Der Hauptkonsekrator war der maronitische Patriarch von Antiochien und des Ganzen Ostens Nasrallah Boutros Sfeir. Als Mitkonsekratoren fungierten die Bischöfe Chucrallah Harb und Roland Aboujaoudé. Als Erzbischof fungierte Abi-Nader als Mitkonsekrator bei den Bischofsweihen von Abdallah Bared, Antoine Torbey, Paul-Emile Saadé und Béchara Raï. Mit 74 Jahren gab er sein Amt am 8. Juni 1996 auf.
Abi-Nader wurde mehrfach entführt, auf Interventionen verschiedener Politiker jedoch immer wieder freigelassen. Gemeinsam mit dem Imam Musa as-Sadr engagierte er sich für eine Verständigung beider Religionen im Libanon. Während der militärischen Auseinandersetzungen zwischen der Forces Libanaises (FL) und der regulären libanesischen Armee setzte er sich unter Einsatz seines Lebens für Feuerpausen ein. Zudem war er einer der maßgeblichen Vertreter der libanesischen Gesellschaft für einen Erhalt der Frankophonie im Libanon.